# Chinatown (Boston)

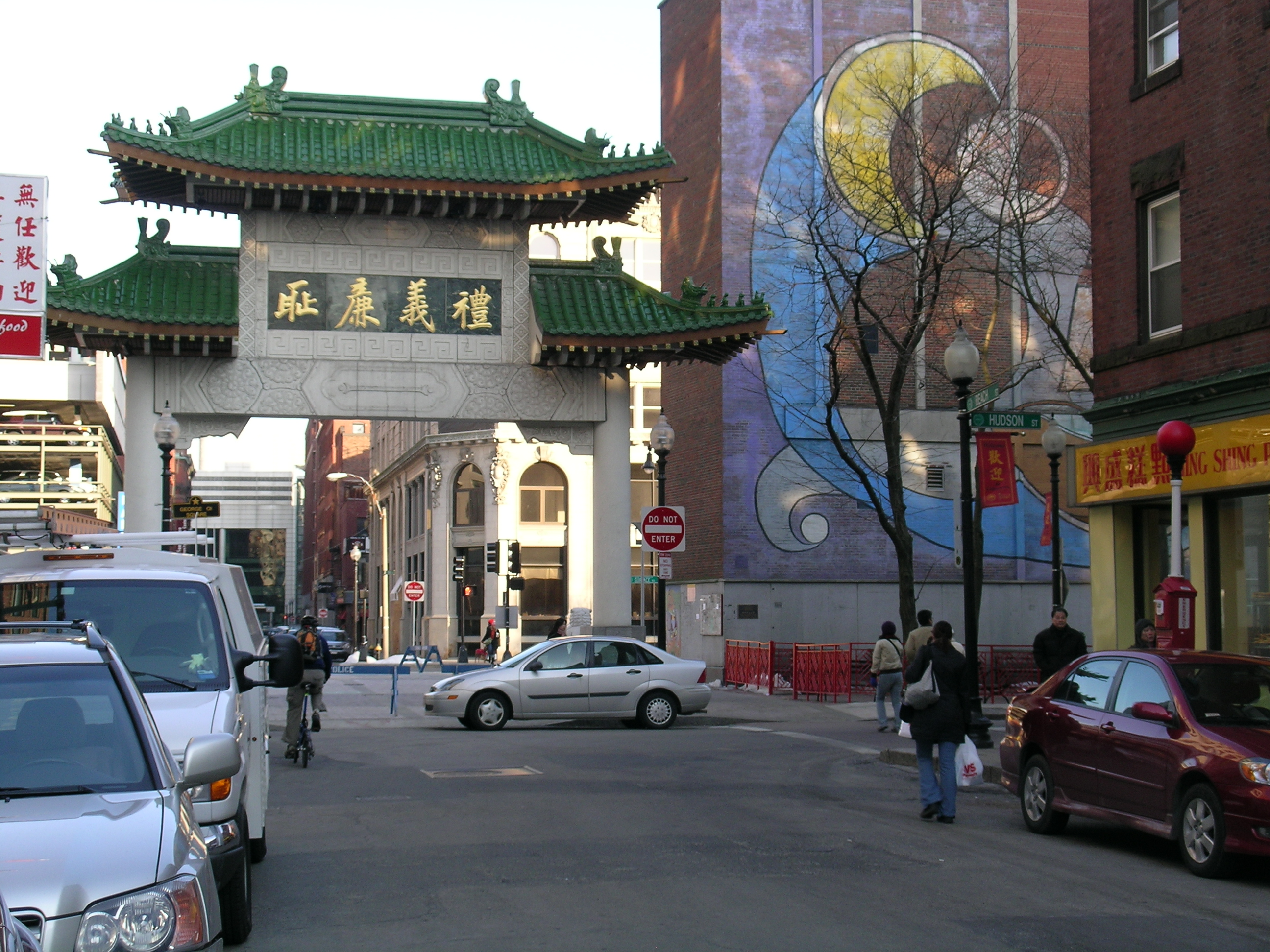
Sierpoort midden in de buurt

In Boston ligt de buurt Chinatown. Het is het centrum van de Chinese Amerikanen in de Amerikaanse regio Nieuw-Engeland. De Beach Street ligt midden in de buurt. Op de kruising van deze straat met de Surface Road is een sierpoort en een koppel Chinese leeuwen van steen te vinden. Naastliggende buurten zijn: Boston Common, Downtown Crossing, South End en Southeast Expressway/Massachusetts Turnpike. In de buurt is de gelijknamige metrostation Chinatown te vinden.
De buurt werd oorspronkelijk bewoond door nakomelingen van Engelsen (Anglo-Amerikanen). De woningen werden minder gewild door de spoorwegontwikkelingen in de omgeving. Vervolgens werd het een migrantenwijk van Ierse Amerikanen, Joodse Amerikanen, Italiaanse Amerikanen, Syrische Amerikanen en als laatste migrantengroep Chinese Amerikanen. In loop der geschiedenis verving elke migrantengroep de vorige migrantengroep. De buurt heeft goedkope woningen en er is veel werk in de omgeving. Eind 19e eeuw kwamen vele kledingfabrieken in Chinatown. De kledingindustrie bestond tot de jaren negentig van de 20e eeuw.
Chinatown heeft vele Chinese en Vietnamese restaurants en markten. Chinatown is een van de dichtstbevolkte gebieden van Boston. Bijna zeventig procent van de buurtbevolking is Aziatisch Amerikaans. Van de gehele Bostonse bevolking is slechts negen procent Aziatisch. Het gemiddelde inkomen van een huishouden uit Chinatown bedraagt $14,289.

## Religieuze gebouwen
- Thousand Buddha Temple
- Samantabhadra Society
- Perfect Enlightenment Buddhist Association of Massachusetts Kuan Yin Temple
- Greater Boston Buddhist Cultural Center (Foguangshan)
- Boston Chinese Evangelical Church
- Boston Chinese Catholic Community St. James the Greater
- Saint Anthony Shrine